# جيمس ويليام هاكيت
جيمس ويليام هاكيت (بالإنجليزية: James William Hackett)‏ هو شاعر أمريكي، ولد في 6 أغسطس 1929.